# Jackson Irvine
Jackson Irvine, né le 7 mars 1993 à Melbourne en Australie, est un footballeur international australien, qui évolue au poste de milieu défensif au FC St. Pauli.

## Biographie

### Carrière de joueur
Le 15 juillet 2016, il rejoint Burton Albion.
Le 12 janvier 2021, il rejoint Hibernian.

### Carrière internationale
Jackson Irvine participe avec la sélection australienne à la Coupe du monde des moins de 20 ans 2015 organisée en Nouvelle-Zélande. Lors du mondial, il joue trois matchs.
Il est convoqué pour la première fois par le sélectionneur national Holger Osieck pour un match amical contre le Canada le 15 octobre 2013 (victoire 3-0).
Il participe à la Coupe des confédérations 2017 et y joue deux matchs, mais son équipe ne passe pas les phases de poules. Un an plus tard, il est convoqué pour participer à la Coupe du monde 2018 en Russie. Lors du premier match contre la France, il rentre à la 72e minute et, contre le Danemark, il rentre à la 82e minute.
Il est de nouveau appelé pour disputer la Coupe d'Asie 2019, les socceroos s'inclineront en quarts-de-finale contre les Émirats arabes unis.
Le 8 novembre 2022, il est sélectionné par Graham Arnold pour participer à la Coupe du monde 2022.

## Palmarès

### En club
Celtic FC
- Champion d'Écosse (1) :
  - Vainqueur : 2013

 Ross County
- Coupe de la Ligue écossaise (1) :
  - Vainqueur : 2016

 FC St. Pauli
- 2. Bundesliga
  - Champion: 2024